# Японський сад

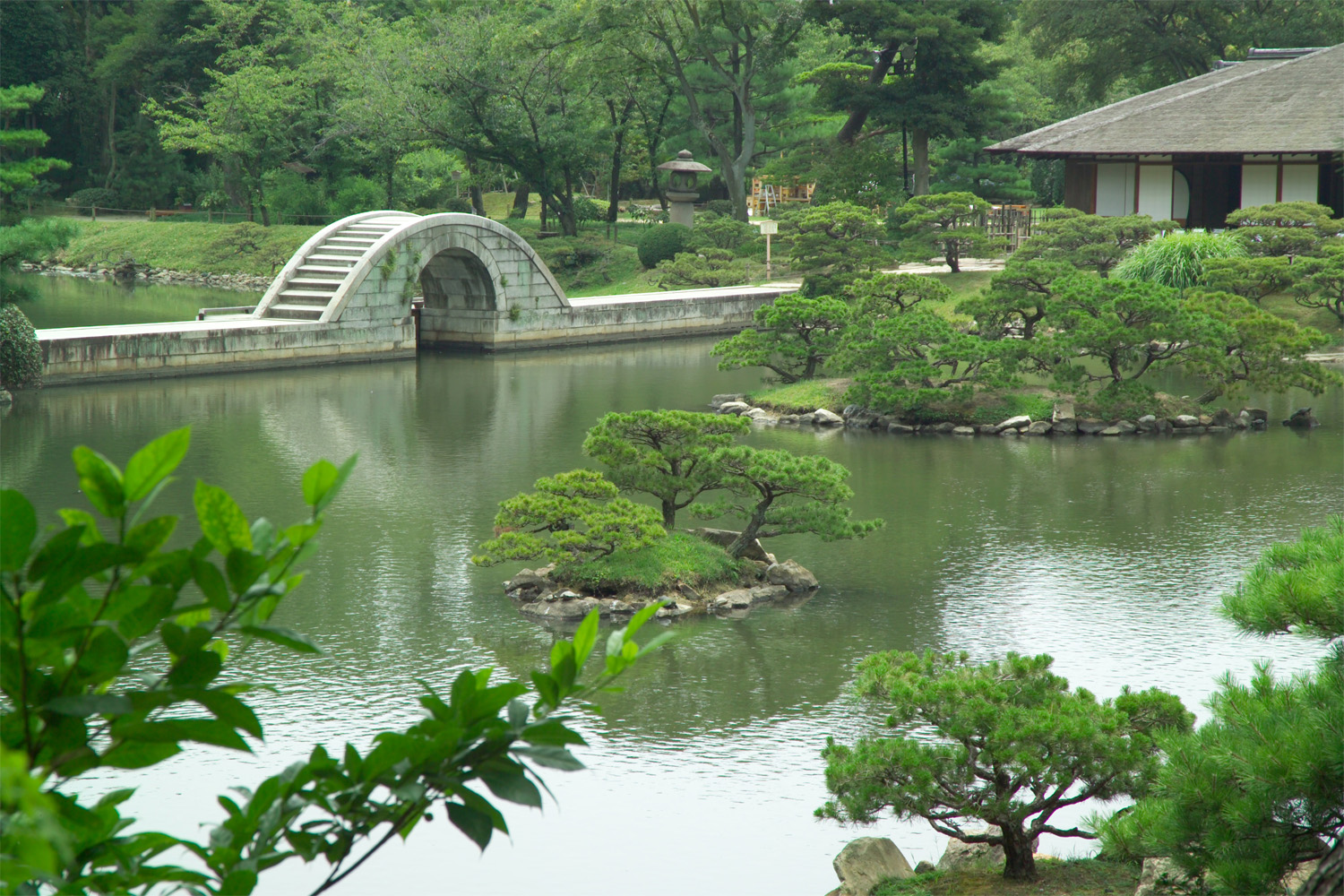
Сад Сюккейен в Хіросімі.

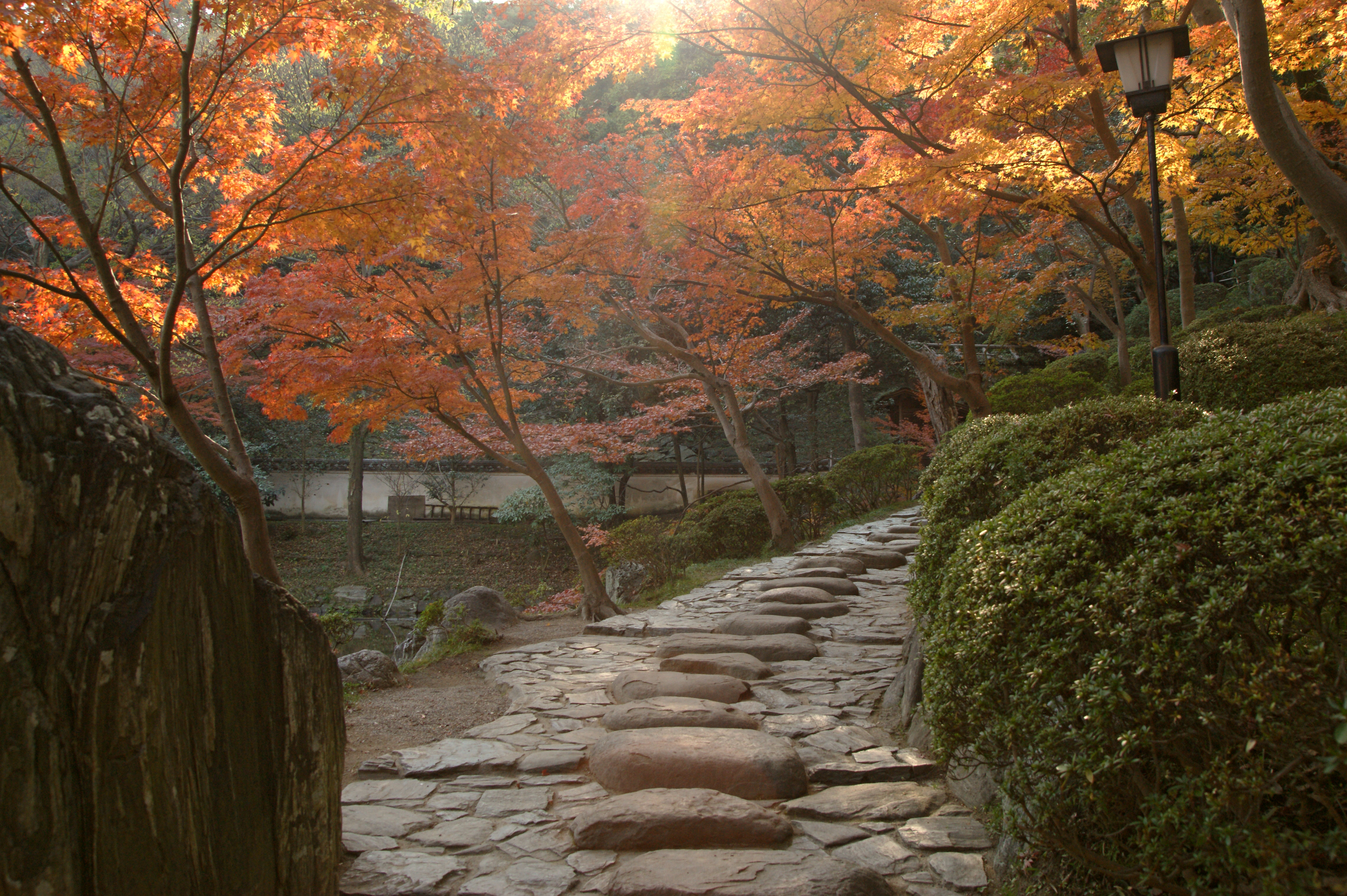
Сад замку Вакаяма

Япо́нський сад (яп. 日本庭園, にほんていえん, ніхон тей'ен або яп. 和風庭園, わふうていえん, вафу тей'ен) — різновид саду або приватного парку, принципи організації якого були розроблені у Японії протягом 8 — 18 століття.

## Короткі відомості
Японський сад символізує досконалий світ земної природи, а інколи виступає уособленням всесвіту. Характерними елементами його композиції є штучні гори і пагорби, ставки і острови, струмки і водоспади, доріжки і ділянки піску чи гравію, прикрашені камінням незвичайних обрисів. Пейзаж саду формується за допомогою дерев, кущів, бамбука, трав, квітів і моху, які покликані передавати відчуття змін пір року. На території саду можуть також розміщуватися кам'яні ліхтарі, альтанки чи чайні.
Формування засад японського садівництва відбувалося під впливом еволюції японської архітектури, а також релігійно-філософських уявлень японської знаті. Початково сад був складовою резиденцій аристократів, але згодом був запозичений буддистськими монастирями і знатними самураями. З 19 століття він набув поширення серед японських простолюдинів, ставши невід'ємною частиною багатьох приватних будинків. У 20 столітті спорудження садів у японському стилі стало популярним серед іноземців.
Трійкою найвідоміших садів Японії вважаються Кенрокуен (Канадзава, Ісікава), Ґоракуен (Окаяма, Окаяма) і Кайракуен (Міто, Ібаракі)

## Види японських садів

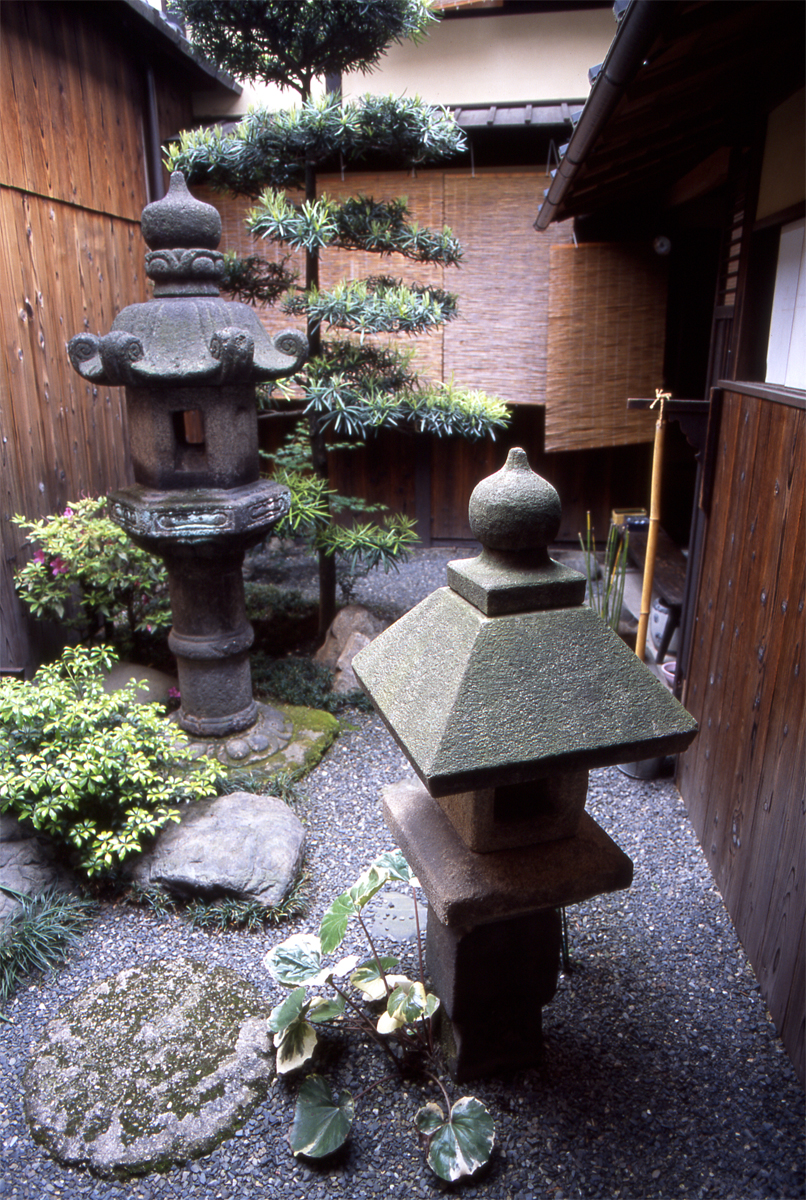
Сад цубо в Кіото

- Сад дерев
- Сад каменю
- Сад води
- Сад чайної церемонії
- Сад цубо

#### Сад цубо або сад сутий
Сад цубо, або цубо-ніва — це невелика за розміром внутрішня частина будинку з відкритим дахом, що засаджена рослинами та оформлена камінням. Слово «цубо» (坪) означає територію рівну двом татамі, що становить близько 3,3 квадратних метри. Популярний цубо у щільній забудові Кіото. Через такий сад у кімнати навколо нього потрапляє світло через паперові чи очеретяні розсувні стіни.

## Естетика садів Японії
Японський сад - явище дивовижне. Його філософія і благородна вишуканість пов'язана з релігійними і національними особливостями сприйняття японцями навколишнього світу. Діючі в Японії релігії - це синтоїзм і дзен-буддизм. Вони проповідують вчення про те, що споглядання природи наближає до осягнення законів буття.
Жителі Країни Вранішнього Сонця вважають, що в природі немає нічого некрасивого. Об'єкти поклоніння - водоспади, дерева, гори. Художній образ завжди сприймається активно, його домислюють і співпереживають з автором. Японські сади лаконічні, багатозначні і символічні.
Дуже часто сприйняття фіксується на якомусь одному основному компоненті - це може бути сад каменів, водоспадів або мохів. Особливість такого саду полягає в переважанні одного елемента над іншими і для справжніх поціновувачів мистецтва такий сад є справжньою скарбницею передачі думок і почуттів автора.
Європейський сад створений для того, щоб впливати на органи чуття людини за допомогою аромату і кольору. На відміну від нього, японський сад допомагає відпочити від метушні і відновити рівновагу душі.
Кожен об'єкт в японському саду має своє смислове навантаження. В основу моделі саду покладено союз трьох головних стихій - води, каменю і рослин. Камені символізують гори, скелі, острови. Вода (або пісок, який її замінює) асоціюється з водоймами - це озера і гірські річки. Невеликі рослини, з яких створюють композиції, по контурах нагадують лісові пейзажі. 
Камені в саду дуже важливі, вони задають структуру. Їх розстановка - це особливе мистецтво. В кожному камені потрібно побачити свою родзинку і відвести йому певну роль. Камінь може лежати, «тікати» або «притулятися». Розставляють їх зліва направо. Зазвичай саме так людина ковзає поглядом по картині, тому рух в саду організовано за тим же принципом.
Камені - це сила і стійкість. Від їх нерухомості віє спокоєм, а асиметричне розташування є співзвучним з природою. З роками на них з'являються мохи та лишайники. Типова картина кам'янистого саду: подушки з моху відтворюють сопки з їх м'якими обрисами, а «хвилі» на гравії або піску - брижі водної поверхні. 
Такий сад називають «плоским» або «сухим ландшафтом». 
Вода в саду має бути присутня обов'язково. Це найрухливіша стихія, вона вносить свою лепту в настрій і характер саду.
Улюблене творіння природи у японців - водоспад. Роблять його подалі від будинку, але неодмінно так, щоб чути його шум. Великий і нерівний камінь імітує скелю, з якої стікає вода. Русло потоку викладають із каміння, розміром трохи менше. Ще один водний об'єкт - ставок, який відображає небо і ті рослини, які ростуть на його березі. Це спосіб розширити маленький простір і зробити його більш об'ємним. Якщо у ставок впадає струмок, це вносить в сад динаміку.
Береги роблять якомога більш мальовничими. Тут ростуть трави і лежать валуни, порослі мохом. У ставках нерідко влаштовують острівці з рослинністю, з'єднуючи їх різними містками. 
Вода не завжди буває справжньою. Іноді її імітує пісок або дрібна галька, на якій викреслюються хвилясті лінії. Для нанесення малюнка використовують дерев'яну дошку з широкими зубцями. Такий піщаний майданчик створюють, як символ тиші та простору, на людину вона діє заспокійливо.
Підбір рослин пов'язаний з естетикою саду. Переважаючий колір - зелений, при посадці дерев перевага віддається вічнозеленим породам. Улюблене дерево - сосна, символізує довговічність.
Обов'язково присутній бамбук і інші різні злаки. Їх скромність вносить гармонію в загальну картину. Листяні породи представлені азалією, камелією, магнолією.  
Рослини посаджені з урахуванням сезонної зміни акцентів. Весняне цвітіння сакури огортає сад біло-рожевими хмарами квітів, їм вторять малиново-рожеві азалії. Влітку дерева відцвітуть, але їх пелюстки вкриють крихітний ставочок, а гілки створять химерний малюнок на тлі темного неба в повний місяць. Осінь запалить свої холодні багаття з кленового листя, адже  клен - символ вічності, величі, вченості, життєвої мудрості, тактовності. Акцент завжди падає на найефектнішу (в даний момент ) рослину. Це час нею милуватися, і інші рослини не відволікатимуть на себе увагу. Одні рослини змінюються іншими, не менш красивими.

## Галерея
«Три сади Японії»

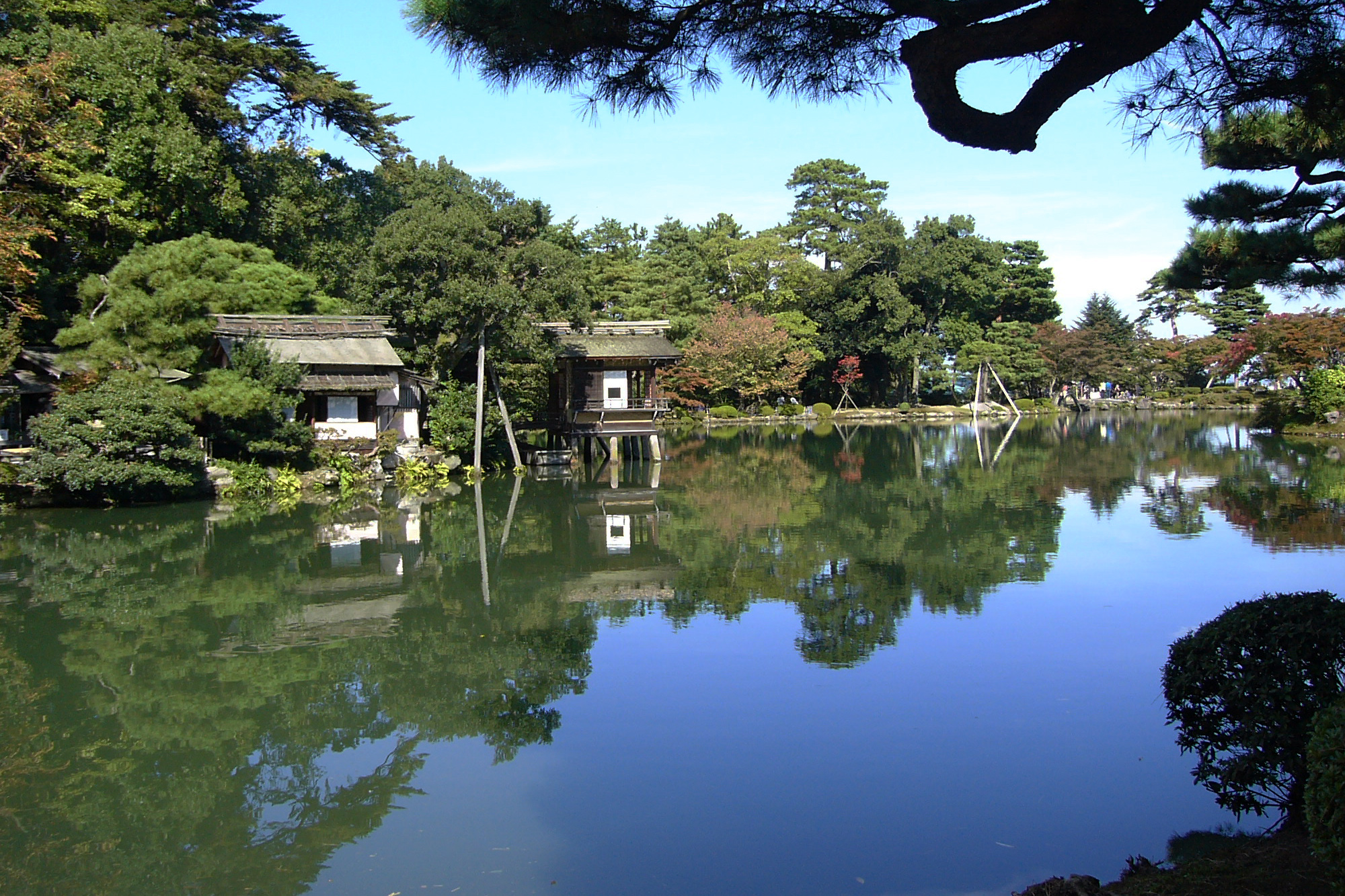
Кенрокуен
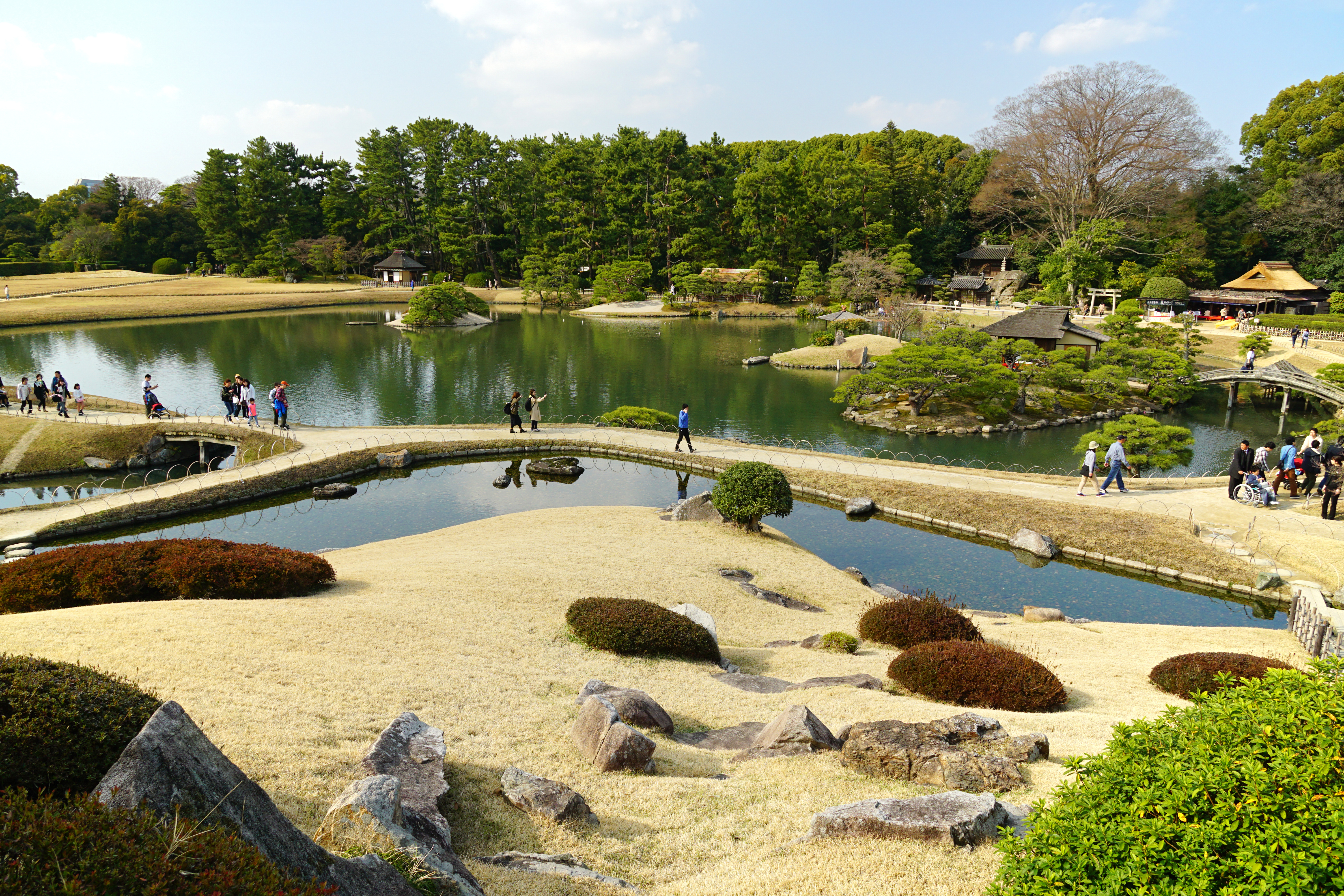
Ґоракуен
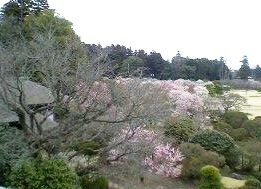
Кайракуен

Монастирські сади

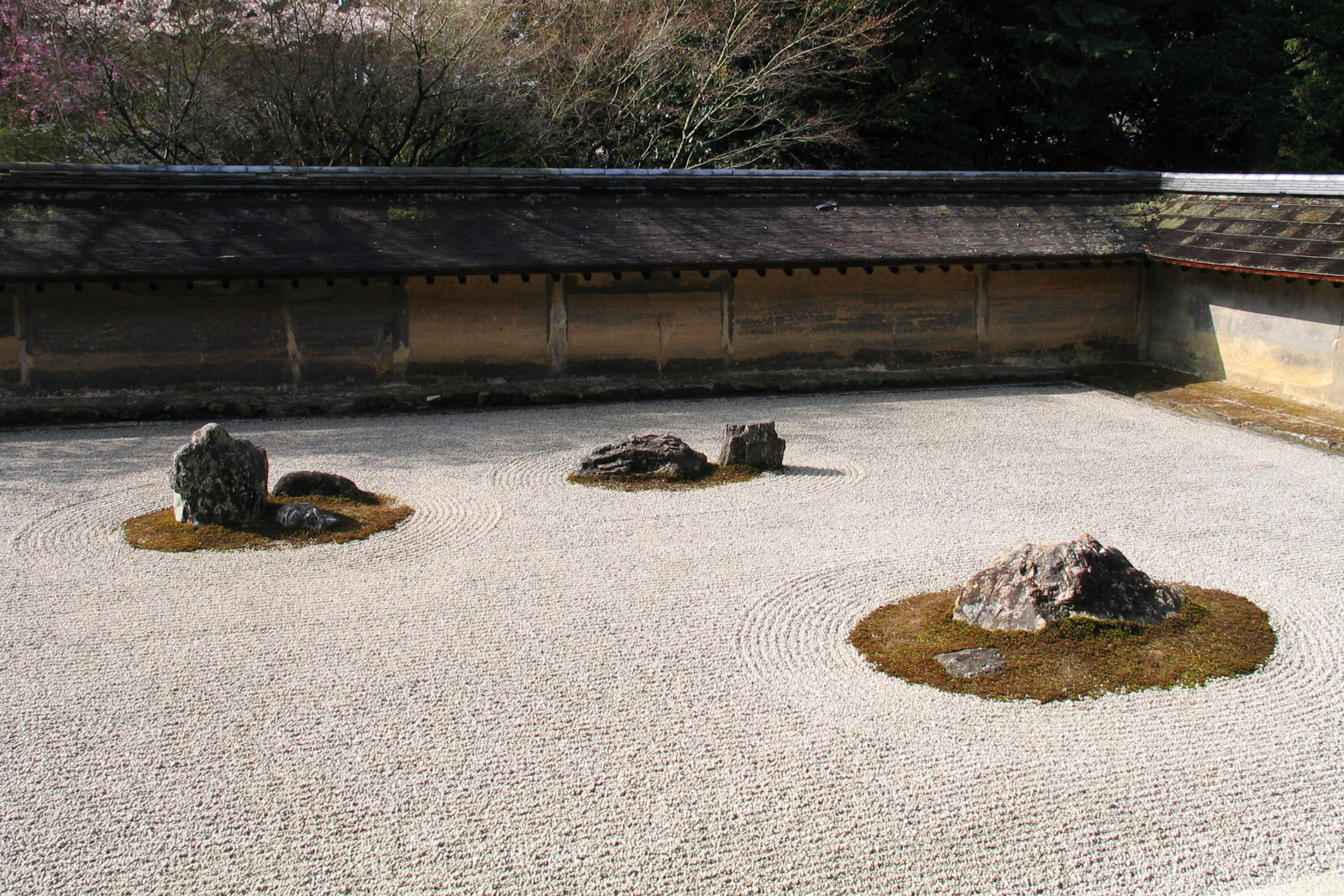
Сад Рьоандзі
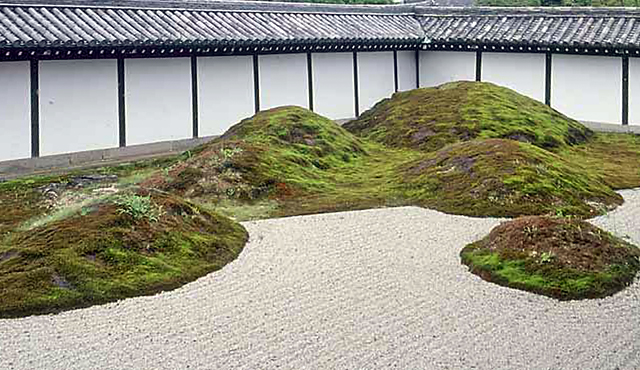
Сад Тофукудзі
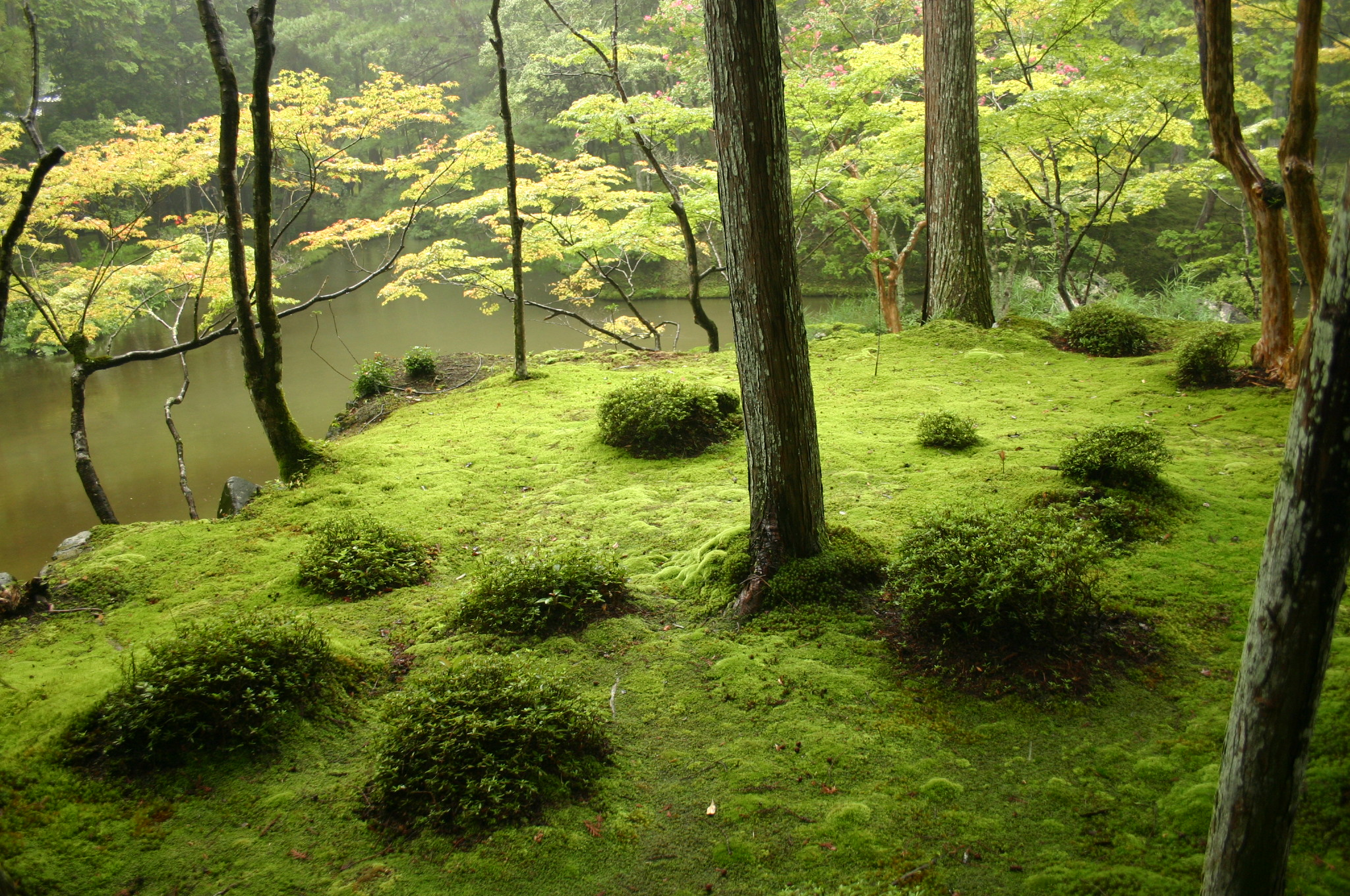
Сад Сайходзі
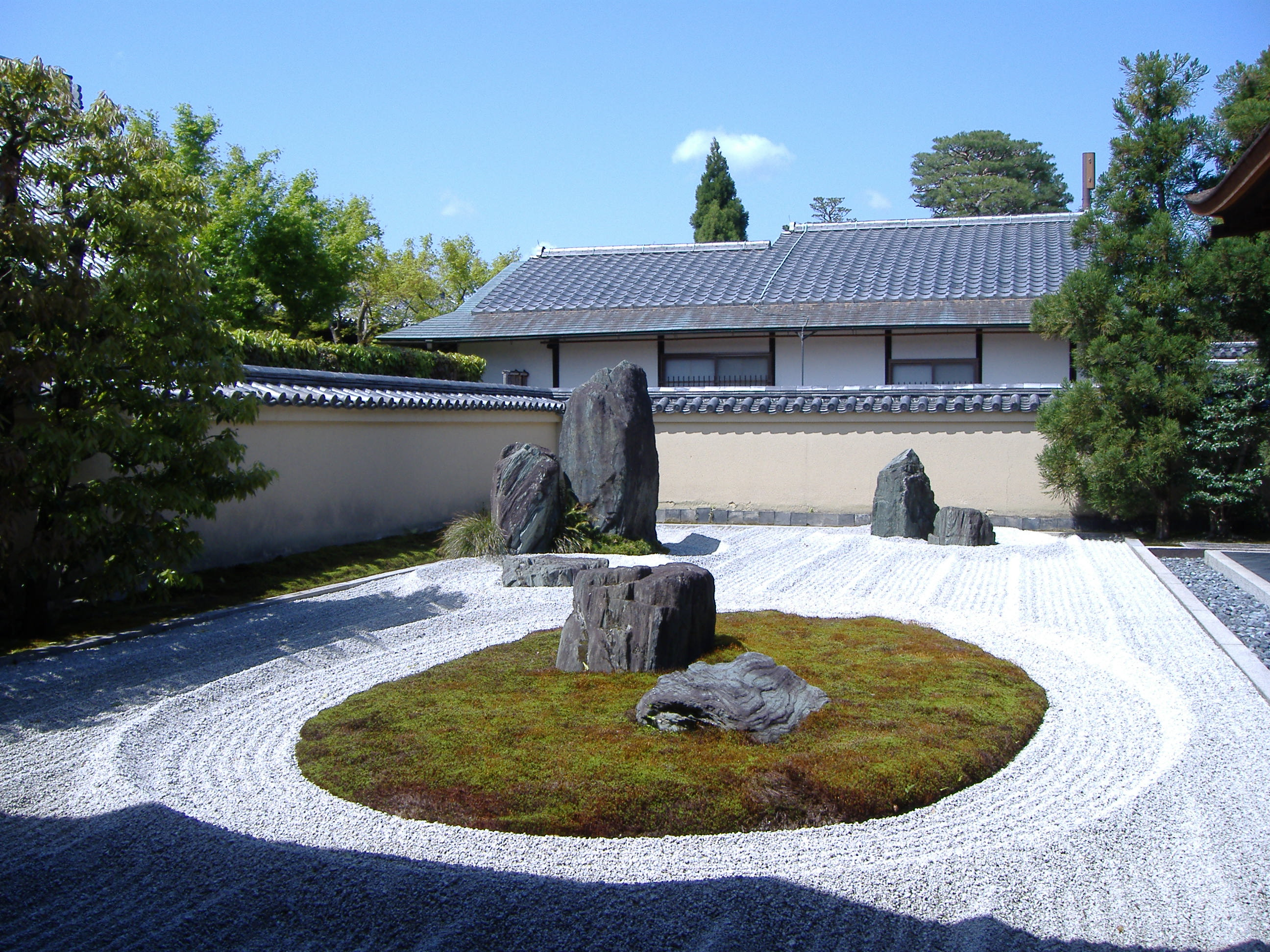
Сад Дайтокудзі